# Whiskey de maíz

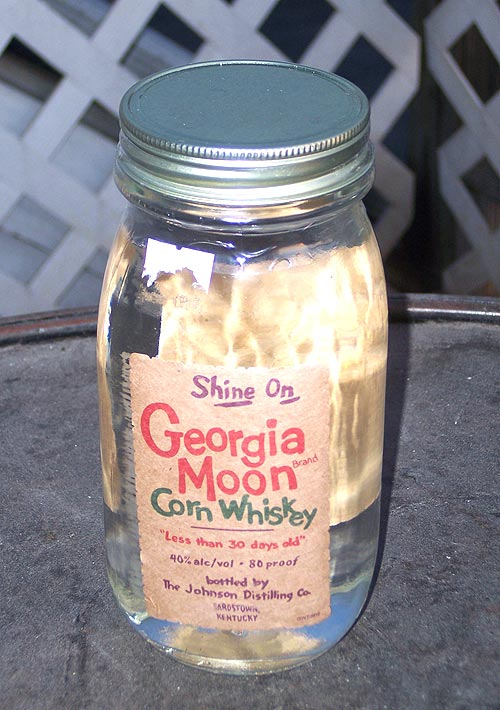
Whiskey de maíz Georgia Moon.

El whiskey de maíz (en inglés corn whiskey) es un tipo de whiskey estadounidense hecho con un mínimo de 80% de maíz. El whiskey es destilado no más del 80% de alcohol por volumen y no exige envejecimiento, aunque si lo hiciera, deberá ser en barriles de roble nuevos o usados. El periodo de envejecimiento es breve, normalmente de seis meses aproximadamente, y en él, el whiskey adquiere sabor y color, y su dureza es rebajada.
Este whiskey es frecuentemente conocido en Estados Unidos como "Corn liquor" o "Corn Squeezin’s".